# Rafael Guijosa
Rafael Guijosa Castillo (ur. 31 stycznia 1969 w Madrycie) – hiszpański piłkarz ręczny, reprezentant kraju, występujący jako lewoskrzydłowy.
W 1999 r. został wybrany najlepszym piłkarzem ręcznym na Świecie.
Dwukrotnie zdobył brązowy medal olimpijski w 1996 r. w Atlancie oraz w 2000 r. w Sydney.

## Sukcesy

### reprezentacyjne
- wicemistrzostwo Europy  1998
- brązowy medal Europy  2000
- brązowy medal Igrzysk Olimpijskich  1996, 1996

### klubowe
- zwycięstwo w Lidze Mistrzów  1996, 1997, 1998, 1999, 2000
- mistrzostwo Hiszpanii  1989, 1990, 1991, 1992, 1996, 1997, 1998, 1999, 2000
- puchar Króla  1990, 1993, 1994, 1997, 1998, 2000
- puchar EHF  2003

## Nagrody indywidualne
- Mistrzostwa Świata:
  - najlepszy lewoskrzydłowy Mistrzostw Świata 1999

## Wyróżnienia
- najlepszy piłkarz ręczny na Świecie 1999